# Indian Open
L'Indian Open è stato un torneo di tennis maschile professionistico facente parte del Grand Prix. Fu giocato dal 1973 al 1979 in India su campi in terra rossa, ogni anno in una sede diversa rispetto all'anno precedente. Inaugurato nel 1973 a Nuova Delhi, l'anno successivo si svolse a Bombay, dove sarebbe tornato nel 1977 e per l'ultima edizione del 1979. Nel 1975 e 1978 la sede fu Calcutta, mentre nel 1976 si tenne l'unica edizione disputata a Bangalore.

## Albo d'oro

### Singolare
| Anno | Vincitore      | Finalista        | Punteggio                |
| ---- | -------------- | ---------------- | ------------------------ |
| 1973 | Vijay Amritraj | Malcolm Anderson | 6–4, 5–7, 8–9, 6–3, 11–9 |
| 1974 | Onny Parun     | Tony Roche       | 6–3, 6–3, 7–6            |
| 1975 | Vijay Amritraj | Manuel Orantes   | 7–5, 6–3                 |
| 1976 | Kim Warwick    | Sashi Menon      | 6–1, 6–2                 |
| 1977 | Vijay Amritraj | Terry Moor       | 7–6, 6–4                 |
| 1978 | Yannick Noah   | Pascal Portes    | 6–3, 6–2                 |
| 1979 | Vijay Amritraj | Peter Elter      | 6–1, 7–5                 |

### Doppio
| Anno | Vincitori                     | Finalisti                     | Punteggio     |
| ---- | ----------------------------- | ----------------------------- | ------------- |
| 1973 | Jim McManus Raúl Ramírez      | Anand Amritraj Vijay Amritraj | 6–2, 6–4      |
| 1974 | Anand Amritraj Vijay Amritraj | Dick Crealy Onny Parun        | 6–4, 7–6      |
| 1975 | Juan Gisbert Manuel Orantes   | Anand Amritraj Vijay Amritraj | 1–6, 6–4, 6–3 |
| 1976 | Bob Carmichael Ray Ruffels    | Chiradip Mukerjea Bhanu Nunna | 6–2, 7–6      |
| 1977 | Mike Cahill Terry Moor        | Marcelo Lara Jasjit Singh     | 6–7, 6–4, 6–4 |
| 1978 | Sashi Menon Sherwood Stewart  | Gilles Moretton Yannick Noah  | 7–6, 6–4      |
| 1979 | Chris Delaney James Delaney   | Thomas Furst Wolfgang Popp    | 7–6, 6–2      |